# Oberuckersee

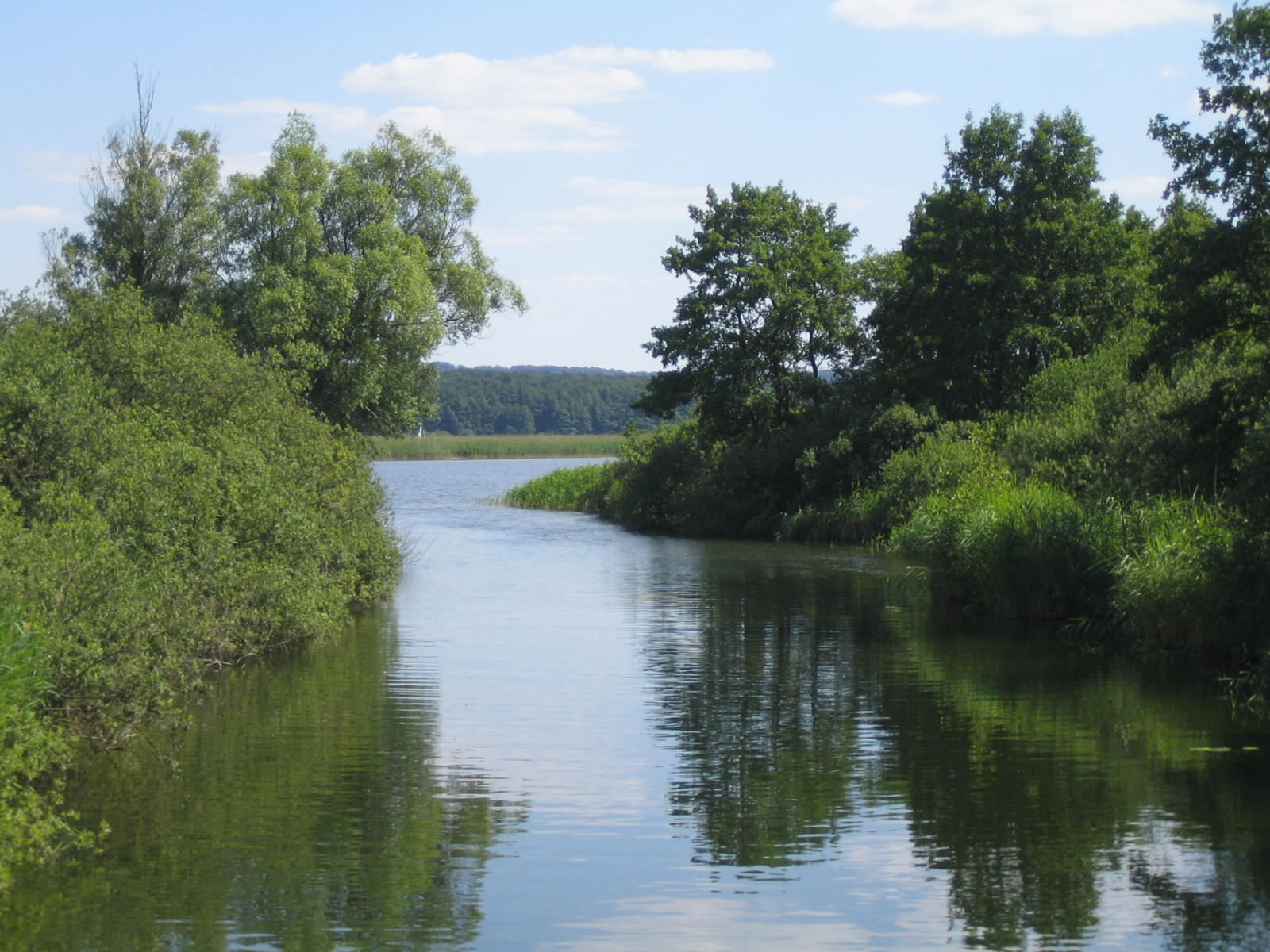
Uckerkanal am Oberuckersee

Der Oberuckersee liegt im Nordosten von Brandenburg im Landkreis Uckermark. Er hat eine Wasserfläche von etwa 685 Hektar. Er ist der zweitgrößte See im Verlauf der Ucker, nach der sowohl er selber als auch die Uckermark benannt ist.
Am Seeufer liegen im Osten die Orte Warnitz und Quast. Im Norden befindet sich das Dorf Seehausen. Am Westufer befindet sich das Dorf Fergitz. Die erstgenannten Orte gehören zur Gemeinde Oberuckersee, der letztgenannte zur Gemeinde Gerswalde.

## Beschreibung
Bei Stegelitz am Südzipfel des Oberuckersee entspringt der Fluss Ucker. Die Ucker durchfließt Ober- und Unteruckersee nach Norden, heißt in Mecklenburg-Vorpommern „Uecker“ und mündet bei Ueckermünde gegenüber der Insel Usedom in das Stettiner Haff (Oderhaff oder Kleines Haff).
Der Oberuckersee hat eine Länge von etwa fünf Kilometern und eine Breite von etwa 1,6 Kilometern und ist an seiner tiefsten Stelle etwa 28,5 Meter tief. Er hat ein Einzugsgebiet von fast 23 km². Auf den 4,5 km bis zum Unteruckersee ist die Ucker kanalisiert, aber vom Land Brandenburg als nicht schiffbar deklariert worden. Der gesamte Oberuckersee gilt als nicht schiffbar und Befahrungen mit motorbetriebenen Booten unterliegen dem Vorbehalt der
Einzelfallgenehmigung nach ß 43 Abs. 3 BbgWG.
Der See ist im Nord- und Südteil stark gegliedert. Im Norden existieren zwei markante Buchten, die Lanke mit zwei kleineren Inseln und die Bucht, in der der Uckerkanal beginnt. Im Süden endet der See in der langgestreckten Bucht Große Lanke.
Unweit östlich des Sees verläuft die Bundesautobahn 11.

## Namensgebung
Etwa im 6. Jahrhundert wanderten die Ukranen in die Uckermark ein. Das Zentrum des Stammes lag um die Uckerseen Ober- und Unteruckersee.

## Burgwallinsel im Oberuckersee
Um 1100 entstand auf der Burgwallinsel im Oberuckersee ein größeres slawisch-feudales Burg- und Siedlungszentrum. Der Burgwall hatte eine Breite (am Fuß) von fünf bis sechs Metern und eine Höhe von ungefähr sechs Metern. Die Wallanlage bestand aus Holz und Lehm.
Etwa um 1150 wurde die Insel durch einen Brand zerstört. Der Wall glühte durch und verschlackte. Noch heute findet man in der Wallbefestigung Steine mit Lufteinschlüssen, die sogenannten Schwimmsteine.

### Landverbindungen
Frühere Landverbindungen zu der Insel waren im Norden eine 2,2 Kilometer lange Brücke (Lange Brücke) nach Seehausen zum nördlichen Ufer und damit eine wichtige Handelsverbindung nach Prenzlau.  Eine 400 Meter lange Brücke (Kurze Brücke, auch: Tiefe Brücke) aus Eichenholz nach Fergitz führte zum westlichen Ufer.
Die Lange Brücke verläuft entlang einer Untiefe, die heute in ein bis zwei Metern Tiefe liegt und zu slawischer Zeit möglicherweise zum Teil über Sumpfgebiet verlief. Die Kurze Brücke führt über eine bis zu 18 Meter tiefe Stelle. Im frühen Mittelalter gehörten diese Brücken zu den bedeutendsten Ingenieurleistungen der Slawen zwischen Oder und Elbe.

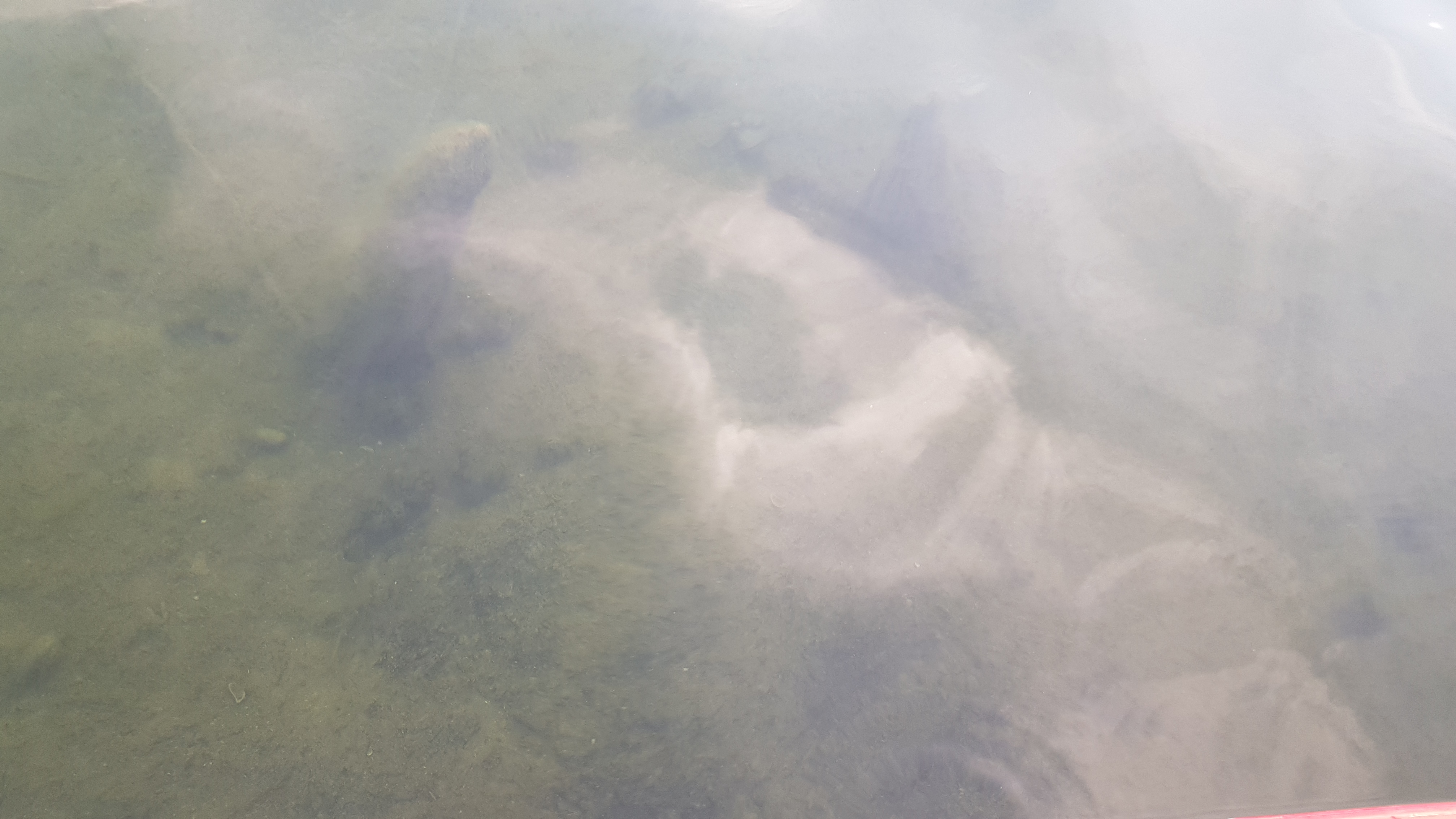
Brückenstumpf am Nordende der Burgwallinsel in Ufernähe

Eine geschichtlich bedeutsame Entwicklung nahm das Gebiet der Uckerseen im 14. Jahrhundert durch den Einfluss des Zisterzienserinnenklosters Marienwerder in Seehausen, das zu dieser Zeit auf der Halbinsel stand.
Die Burgwallinsel befindet sich heute in Privatbesitz.

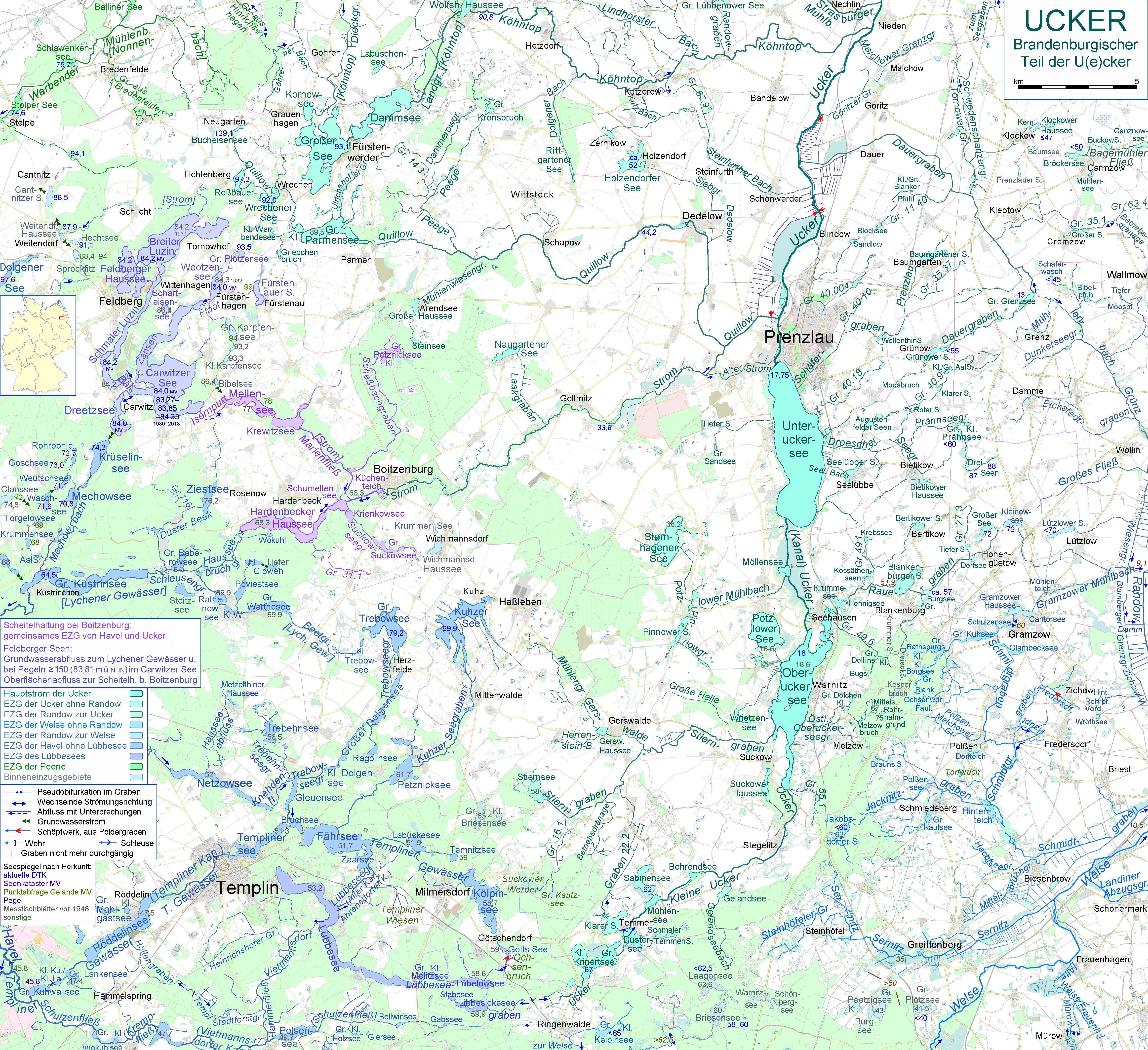
Oberuckersee im brandenburgischen Teil des Flusslaufs der U(e)cker

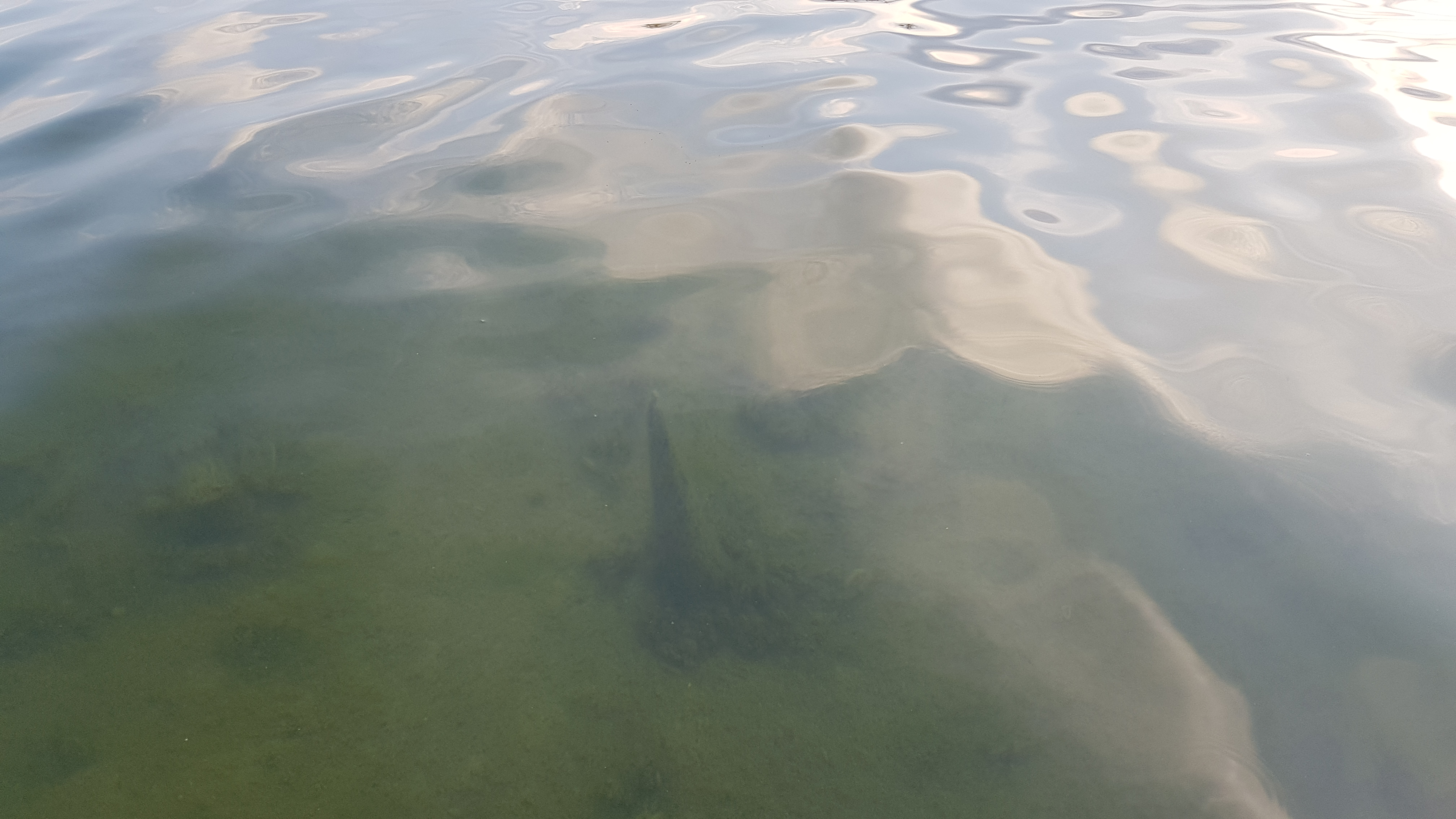
Weiterer Brückenstumpf am Nordende der Burgwallinsel in Ufernähe

## Tourismus

### Wallpfad
Der Oberuckersee mit Burgwallinsel ist in die Routenführung des Wallpfades (historischen Stätten) eingebunden.

### Radfernweg Berlin-Usedom
Der Radfernweg Berlin–Usedom führt am See entlang von der Großen Lanke über Warnitz und  Quast zur Lanke nach Seehausen.

### Ucker/Uecker
Die Ucker ist ab dem Oberuckersee mit Booten befahrbar, aber nur bis zum Unteruckersee schiffbar (s. o.). Danach ist sie ein Paddelgewässer. Erst ab Eggesin an der Mündung der Randow ist sie wieder mit größeren Booten zu befahren.

## Region / Entstehung
Der See liegt in der Uckermark als Teil einer Moränenlandschaft, die durch die Eiszeit geprägt worden ist. Die zurückweichenden Eismassen hinterließen ein hügeliges Flachland, das mit vielen kleinen Seen übersät ist. Diese Seen, wie auch der Oberuckersee, sind ein Überbleibsel von Resteisbeständen, die beim Abtauen in den Mulden und Senken größere Wassermassen sammelten.
Der See ist einer der größten unter den 250 Seen im Biosphärenreservat Schorfheide-Chorin.